# 언어 사멸
언어학에서 사멸(死滅, language death)이란 특정 언어를 구사하는 화자들의 언어 능력이 줄어들거나 우세 언어의 영향을 받아 열세 언어가 어휘, 어법, 문법을 차례로 잠식당하여 언어체계가 무너지는 현상을 말한다. 언어붕괴로 부르기도 한다. 그 최종결과, 열세언어의 화자는 언어능력을 잃고, 우세언어화자로 이행한다. 이러한 화자의 수가 점차 줄어서 결국 더 이상 해당 언어를 사용하는 사람이 없을 때 언어가 완전히 사멸되었다고 하며, 그 언어를 사어라 부른다.

## 사멸의 종류와 과정
가장 일반적인 언어의 사멸은, 원래 언어를 쓰던 사회의 구성원들이 다른 언어를 같이 쓰게 되면서 예전 언어를 점차 안 쓰게 되는 경우이다. 이러한 사회적인 동화는 자발적일 수도 있지만, 강요되는 경우도 있다. 또한 언어 구사자들이 좁은 지역에 한정되어 있는 경우 자연재해 등으로 구성원들이 사망하면서 사멸하는 경우도 있다.
중세 한국어처럼 현대 한국어로 변하면서 아무도 쓰지 않는 언어도 ‘사어’라고 부르는 경우가 있지만, 이 때에는 중세 한국어가 ‘사멸했다’고 하지는 않는다. 이와 같은 예로는 라틴어 등이 있다.
언어의 사멸 과정에서, 그 언어의 구조가 구사자들이 쓰는 다른 언어의 것으로 희석되는 것이 관찰되기도 한다. 예를 들어 어순이 바뀌거나, 음운 대립이 없어지는 것 등이 있다.

### 차용어 증가
열세 언어가 우세 언어에 맞딱뜨렸을 때, 처음 일어나는 현상은 차용어 증가이다. 처음에는 열세 언어에 존재하지 않는 어휘만 차용하지만, 점차 차용어의 수와 빈도가 늘어나게 되며 그 범위도 늘어난다. 고급어휘, 전문용어, 학술용어 등 일상에서 잘 쓰이지 않는 분야가 최초로 잠식당한다.

### 기초어휘 전환
우세 언어로부터 지속적인 영향을 받으면, 열세언어의 기초어휘, 생활용어까지 우세 언어의 어휘로 점차 바뀌게 된다. 이 단계에 이르면, 열세언어의 자체요소로 언어생활을 감당할 수 없게 되며 사실상 우세언어에 종속된다. 아르메니아어와 차모로어는 각각 페르시아어, 스페인어로부터 차용어가 매우 많아 기초어휘의 상당수까지 잠식당하고 있다. (수사 등) 중국어로부터의 차용어가 많은 한국어, 일본어, 베트남어 등도 한자어 없이는 언어생활 영위가 불가능하다. 한국어의 경우, 기초어휘는 상당히 보존되어 있으나, 가람→강, 뫼→산 등 일부 기초 어휘가 한자어에 잠식당한 경우도 보인다.

### 문법붕괴
우세 언어의 영향력이 계속되면, 열세 언어화자가 우세언어화자로 점차 전환되면서, 문법이 붕괴하는 현상이 일어난다. 이 단계에서 열세언어화자는 우세 언어의 틀안에서 열세 언어의 잔존 어휘를 구사하는 정도에 불과하게 된다.

### 언어붕괴
열세 언어화자집단이 우세 언어화자의 집단에 흡수되며, 열세 언어는 사어가 된다. 열세 언어의 몇몇 어휘(주로 지명및 고유명사가 많음)는 화석같이 우세 언어어휘군에 흡수된다. 속 라틴어가 발전한 프랑스어에 흡수된 켈트어 어휘나 소멸 위기에 놓인 아이누어의 어휘가 프랑스어나 일본어에 주로 지명이나 고유명사를 중심으로 남아 있는 것이 일례이다.

## 같이 보기
- 언어 교체
- 소멸위기언어